# Catedral de Trèveris
La Catedral de Sant Pere de Trèveris (en alemany, Trierer Dom o Hohe Domkirche Sankt Peter) és una catedral catòlica sota l'advocació de Sant Pere a la ciutat de Trèveris, a Renània-Palatinat (Alemanya). És la seu de l'arquebisbe catòlic de Trèveris.Està inscrita a la llista del Patrimoni de la Humanitat de la UNESCO des del 1986.